# خیابان مگدالن

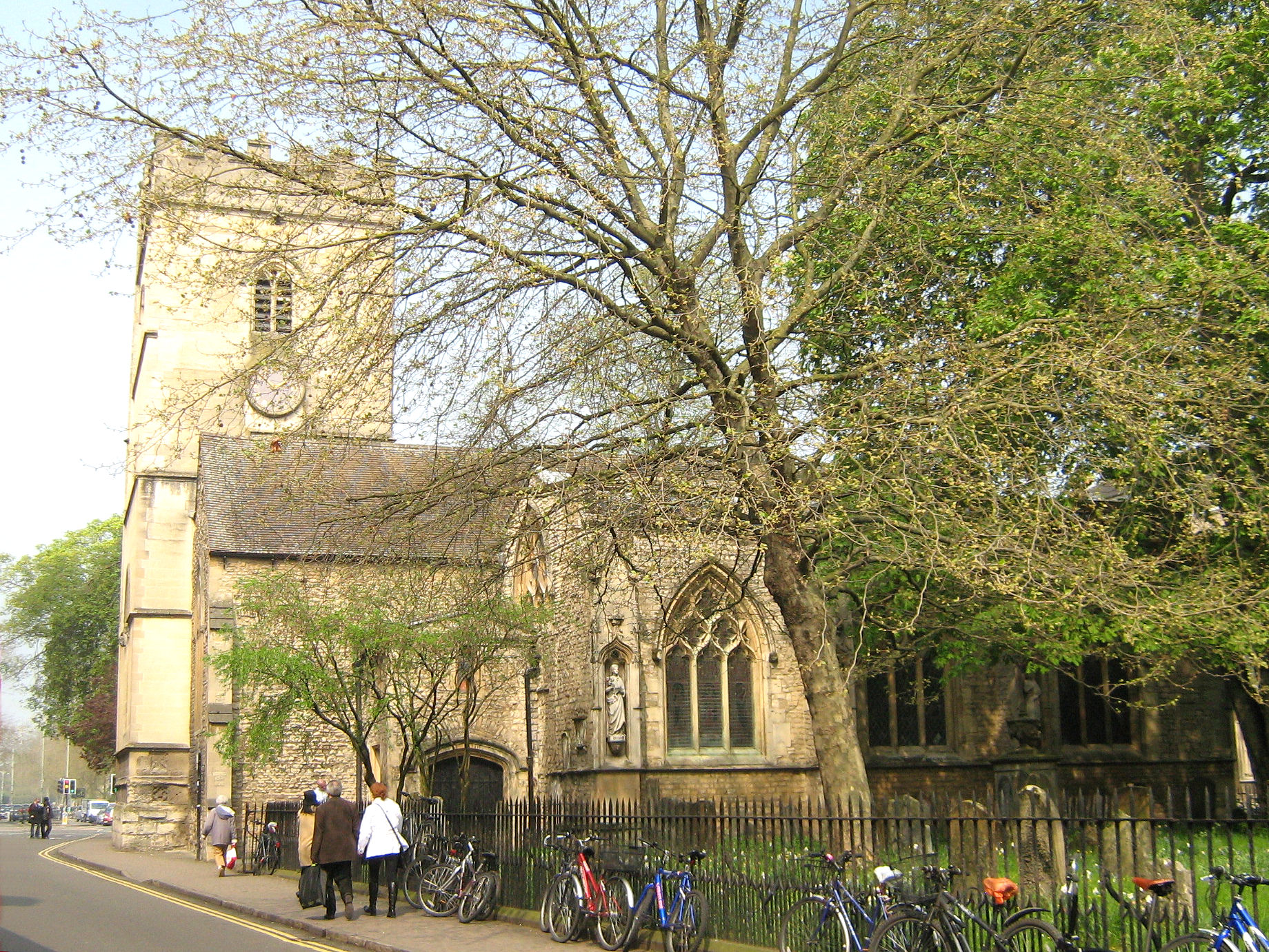
St Mary Magdalen church seen from Magdalen Street West

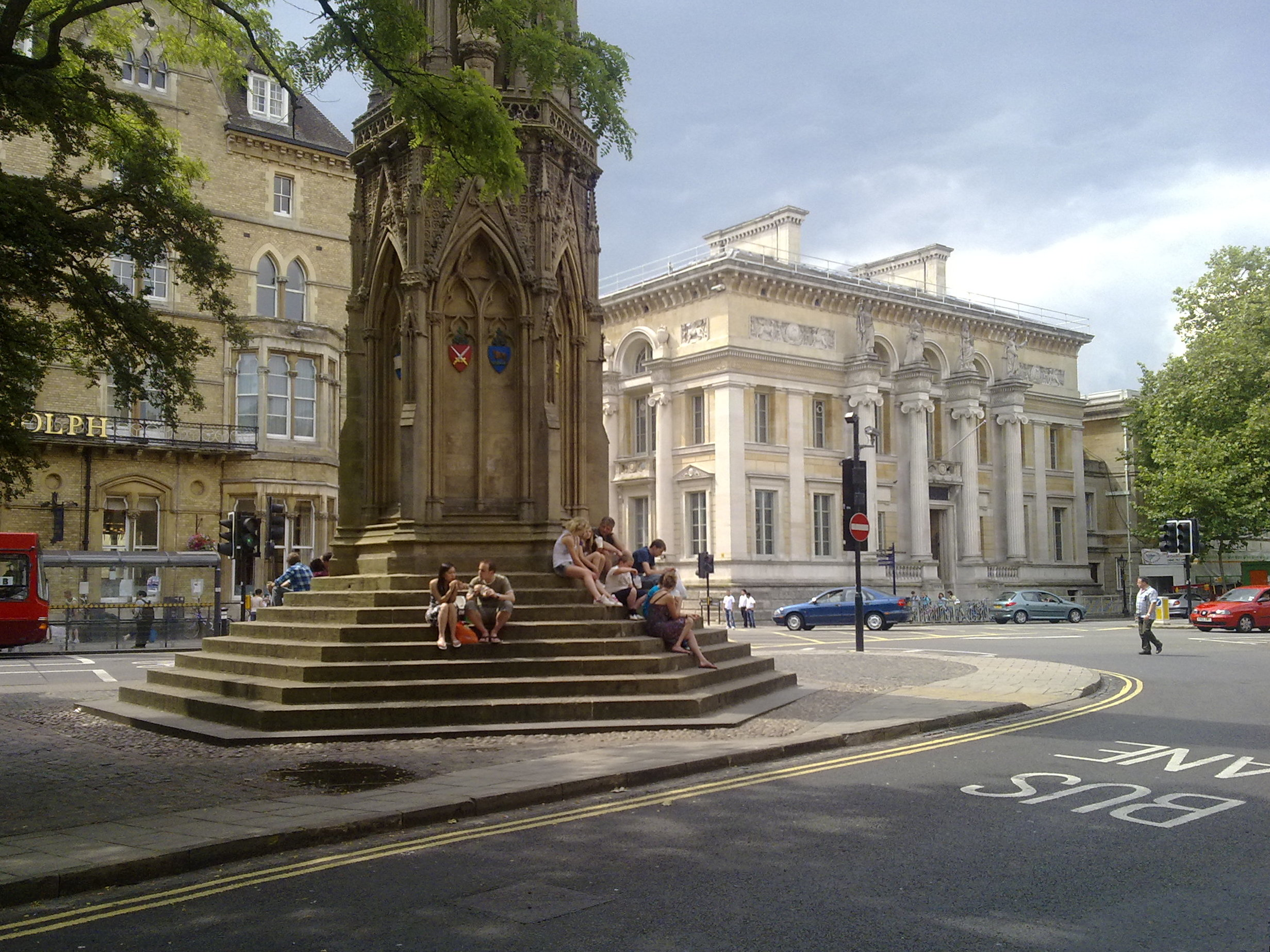
View of the Martyrs' Memorial with the Randolph Hotel and Taylor Institute behind at the north end of Magdalen Street.

خیابان مگدالن (به انگلیسی: Magdalen Street) یک خیابان کوتاه تجاری برای خرید و فروش در مرکز آکسفورد در انگلستان، درست در شمال دروازه شمالی اصلی در دیوارهای شهر است.